# ساختمان موزیک

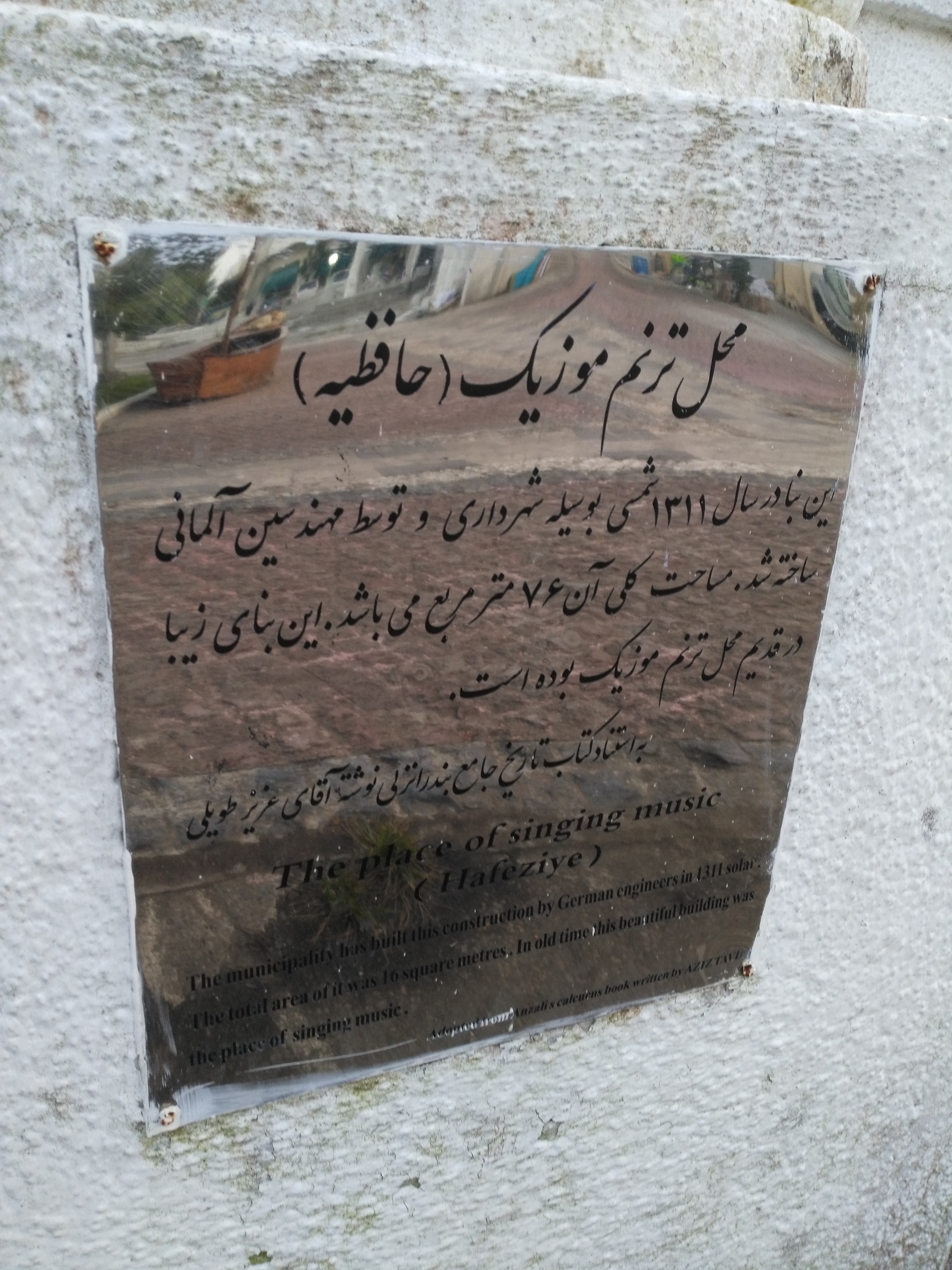
تابلوی اطلاعات ساختمان موزیک

ساختمان موزیک بنایی در بندر انزلی است که در سال ۱۳۱۱ به سفارش شهرداری بندر انزلی و توسط مهندسان آلمانی ساخته شد. این بنا بین ساختمان شهرداری و فرمانداری انزلی واقع شده و در گذشته مکانی برای نواختن موسیقی بوده است. این اثر در تاریخ ۲۶ آذر ۱۳۵۶ با شمارهٔ ثبت ۱۵۱۳ به‌عنوان یکی از آثار ملی ایران به ثبت رسیده است.